# Shantiganj Upazila
Dakshin Sunamganj Upazila är ett underdistrikt i Bangladesh.   Det ligger i provinsen Sylhet, i den nordöstra delen av landet, 180 km nordost om huvudstaden Dhaka.
Trakten runt Dakshin Sunamganj Upazila består till största delen av jordbruksmark. Runt Dakshin Sunamganj Upazila är det tätbefolkat, med 849 invånare per kvadratkilometer.